# ایتالو بالبو
ایتالو بالبو (انگلیسی: Italo Balbo; ۶ ژوئن ۱۸۹۶ – ۲۸ ژوئن ۱۹۴۰) سیاست‌مدار اهل پادشاهی ایتالیا بود.
وی همچنین برندهٔ جوایزی همچون صلیب پرواز ممتاز (ایالات متحده) شده‌است.